# Ла Хонда
Ла Хонда (на английски: La Honda) е населено място в окръг Сан Матео, района на залива на Сан Франциско, щата Калифорния, Съединените американски щати.

## География
Намира се между Силициевата долина и Тихия океан.

## Население
Ла Хонда е с население от около 1500 души.

## Личности
Кен Киси, авторът на „Полет над кукувиче гнездо“, се установява в Ла Хонда за известно време.
1. ↑  data.census.gov //   Посетен на 1 януари 2022 г.